# Наземное транспортное средство
Наземное транспортное средство — это транспортное средство, перемещающееся только или преимущественно по земле. Таким образом оно участвует в наземном сообщении.
Основной целью или соответственно областью применения является транспортировка людей (пассажирский транспорт) или грузов (грузовой транспорт) по земле, а также обработка земли или обработка растений, например, вспахивание, боронение, поворот сена, разравнивание, экскавация, что означает постоянный контакт с землёй. Таким образом они отличаются от других типов транспортных средств, таких как водные транспортные средства и воздушные транспортные средства, а также от их смешанных форм. Подвидами являются амфибии (как водное, так и наземное транспортное средство) и автомобильно-железнодорожное транспортное средства (рельсовые транспортные средства). Они применяются, как правило, для перевозки пассажиров и грузов.
Наземные транспортные средства служат большей частью в качестве транспортных средств или спортивного снаряда. Они могут снабжаться двигателем (например, механическое транспортное средство, моторвагонный подвижной состав) или без него (приводимые силой мускул транспортные средства, приводимые ветром транспортные средства, салазки и т. д.) они могут передвигаться по рельсам, могут быть управляемыми или нет.
Раньше для привода сельскохозяйственных транспортных средств большую роль играли тягловые животные, особенно домашние лошади (например, карета, колесница или конка), крупный рогатый скот (воловья упряжка), ослы, мулы, собаки (нарты).
Самым быстрым наземным транспортным средством на колёсах был ThrustSSC с реактивными двигателями (1.227,985 км/ч), а самым быстрым наземным транспортным средством вообще были ракетные сани на авиабазе Холломан (англ. Holloman Air Force Base), (10.430 км/ч).
Самое сильное по тяге до сих пор однорамное наземное транспортное средство двухчастотный электровоз EG 3100 Датских государственных железных дорог (Danske Statsbaner) имеющий тягу 400 кН (соответствует примерно весу в 40 тонн).